# Eurybia salome
Eurybia salome är en fjärilsart som beskrevs av Pieter Cramer 1775. Eurybia salome ingår i släktet Eurybia och familjen Riodinidae. Inga underarter finns listade i Catalogue of Life.